# 프레드 펠프스
프레드 펠프스(Fred Phelps,1929년 11월 13일 ~ 2014년 3월 19일)는 웨스트보로 침례교회(Westboro Baptist Church)의 설립자이다. 그는 생전 동성애 혐오적 관점을 가지고 활발한 활동을 벌였으며, 그의 사후에도 웨스트보로 침례교회는 지속적인 안티 동성애적 행보를 보여 명예훼손방지연맹과 남부빈곤법률센터에 의해 증오단체로 규정되었다.

## 같이 보기
- 동성애와 기독교